# The Running Man (film 2025)
The Running Man è un film del 2025 diretto da Edgar Wright.
Il film è basato sul romanzo L'uomo in fuga del 1982 di Stephen King (con lo pseudonimo di Richard Bachman). È il secondo adattamento del libro dopo L'implacabile, film del 1987 con protagonista Arnold Schwarzenegger, e vede la partecipazione di Glen Powell, William H. Macy, Lee Pace, Emilia Jones, Michael Cera, Daniel Ezra, Sean Hayes, Jayme Lawson, Colman Domingo, Josh Brolin, David Zayas, Katy O'Brian e Karl Glusman.

## Trama
Gli Stati Uniti d'America sono diventati un regime totalitario corrotto in cui il cittadino medio è afflitto dal collasso economico e dagli alti tassi di criminalità. Ben Richards fatica a permettersi le spese sanitarie per la sua figlia malata e una volta rimasto disoccupato e in lista nera, sceglie di tentare di ottenere tutti i soldi necessari per sostenere la propria famiglia partecipando alla competizione televisiva The Running Man, in cui i concorrenti diventano fuggitivi mandati a percorrere la nazione e vincono un sostanzioso premio in denaro se sopravvivono per 30 giorni evitando di essere uccisi da un gruppo di loschi agenti speciali.

## Produzione

### Sviluppo

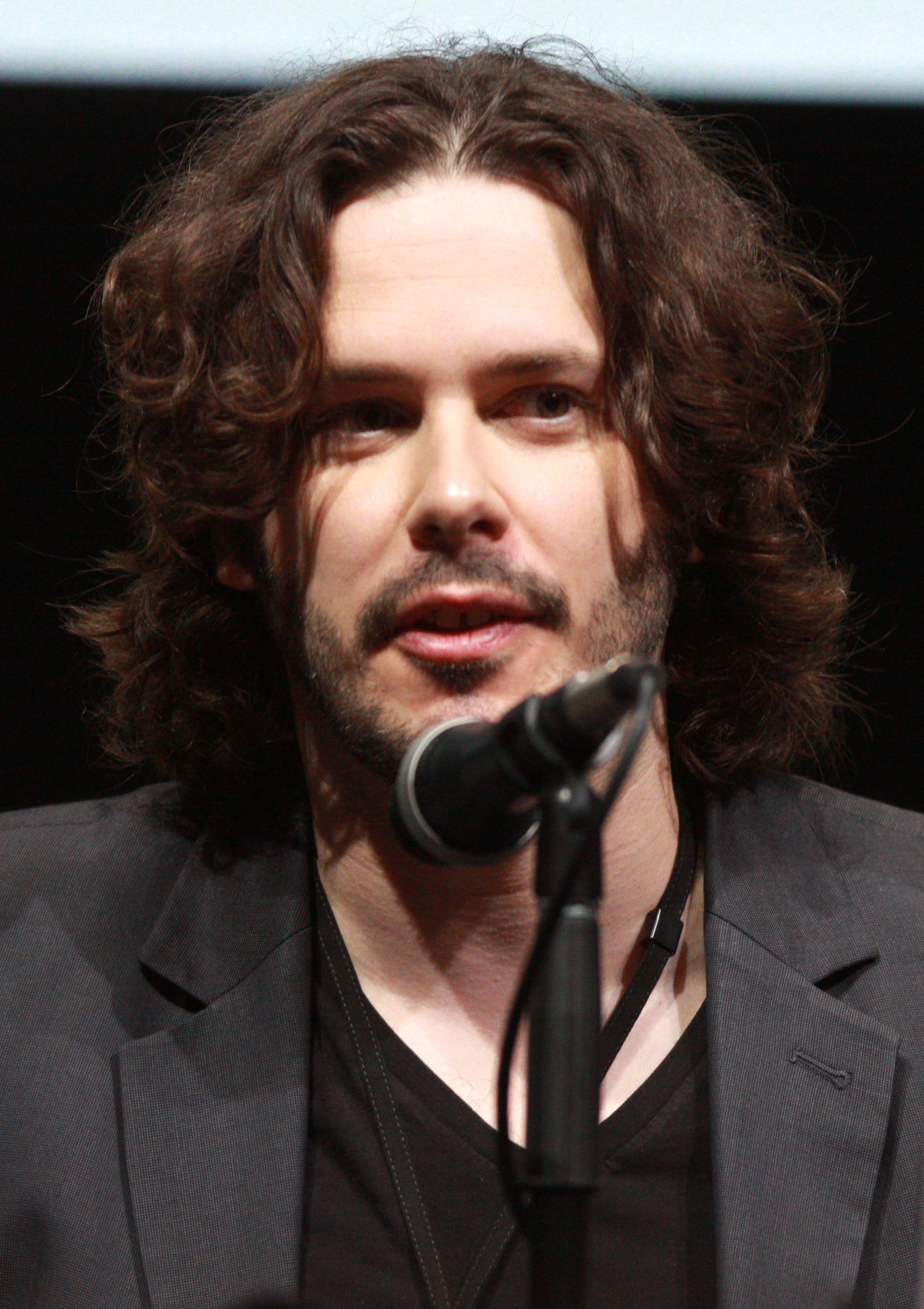
Il regista Edgar Wright

Nel 2017, Edgar Wright ha rivelato su Twitter il suo desiderio di riadattare il film del 1987 L'implacabile, a sua volta adattamento del romanzo di Stephen King. Nel febbraio 2021, la Paramount Pictures ha annunciato che era in fase di sviluppo un film basato sul romanzo. Wright ha sviluppato una storia con Michael Bacall, scelto come sceneggiatore del film. Il nuovo adattamento non è un remake del film originale ma un adattamento "molto più fedele" del materiale originale.  Simon Kinberg e Audrey Chon sono stati annunciati come produttori della Genre Films di Kinberg. Produce il film Nira Park, storica collaboratrice del regista e sua partner nella produzione britannica Complete Fiction di Wright.  Nell'aprile 2024, Glen Powell è stato scelto come protagonista  L'attore ha dichiarato di aver contattato Arnold Schwarzenegger, che ha dato al film la sua "piena benedizione".

### Cast
- Glen Powell nel ruolo di Ben Richards
- Josh Brolin nel ruolo di Dan Killian, il produttore dello show [6]
- Colman Domingo nel ruolo di Bobby Thompson, il conduttore dello show The Running Man [7]
- Lee Pace nel ruolo di Evan McCone, un cacciatore [8]
- Jayme Lawson nel ruolo di Sheila Richards, la moglie di Ben [9]
- Michael Cera nel ruolo di Elton Parrakis, un ribelle che aiuta Ben [10]
- Emilia Jones nel ruolo di Amelia Williams, una civile presa in ostaggio da Richards [10]
- William H. Macy nel ruolo dell'uomo che aiuta Richards quando è in fuga [11]
- David Zayas nel ruolo di Richard Manuel [12]
- Katy O'Brian nel ruolo di Laughlin, una concorrente [13]
- Daniel Ezra come concorrente [14]
- Karl Glusman come cacciatore [15]
- Sean Hayes [16]

### Riprese
Le riprese principali sono iniziate nel Regno Unito il 4 novembre 2024.   Una delle scene d'azione del film ha richiesto almeno una settimana di riprese allo stadio di Wembley di Londra. Il film è stato finito di girare il 28 marzo 2025.   Domain Entertainment è la società che si è occupata del finanziamento dell'opera. 

## Promozione
Le prime immagini del film sono state proiettate durante la presentazione della Paramount al CinemaCon il 3 aprile 2025. Il film è stato introdotto da Domingo che era sul palco con Wright, Powell e Brolin. 
Il primo trailer del film è stato pubblicato il 1° luglio 2025 e contiene un remix di "Underdog" di Sly and the Family Stone. Per promuovere l'uscita del trailer, Glen Powell ha realizzato un video con l'influencer Ashton Hall in cui filma la sua "routine mattutina", che si conclude con Hall che guarda il trailer in un cinema privato. 

## Distribuzione
L'uscita nelle sale cinematografiche è prevista per il 6 novembre 2025.  In precedenza il debutto nei cinema era previsto per il 21 novembre 2025. 